# Verdejante
Verdejante es un municipio brasileño del estado de Pernambuco en el nordeste de Brasil. El municipio está constituido por el distrito sede y por los poblados de Grossos, Lagoa, Malhada da Areia, Boa Vista y Riacho Verde. Tiene una población estimada al 2020 de 9 553 habitantes.

## Historia
El local donde hoy se localiza la sede del municipio de Verdejante era la antigua hacienda Bezerros, situada al margen del riacho local, el Riacho Verde. Esta hacienda era de un descendiente de portugueses, Cirilo Gomes de Sá, adquirida a mediados del siglo XX. Cirilo descendía de importantes familias de la región del sertón pernambucano. Él se casó con una cearense, Matildes Tavares Muniz y tuvieron varios hijos.
Un día, el vicario que celebraba las misas católicas en la región, el Padre Manoel Firmino, sugirió la construcción de una capilla. El lugar escogido fue donado por los señores David Jacinto y su cuñado Mariano Gomes de Sá, el 25 de diciembre de 1916. El primer domingo de 1917, la pequeña población local inició el transporte de las piedras para la construcción de los cimientos. Esa fecha también es importante para el municipio, pues en ese día también aconteció la primera feria pública. Cada domingo de este año de 1917 la población, hombres, mujeres y niños, trabajaron en la construcción de su capilla. La patrona escogida para esta capilla fue Nuestra Señora del Perpetuo Socorro debido a la devoción del padre católico. La imagen de la patrona llegó el día 8 de diciembre de 1918.
El 16 de octubre de 1932,Verdejante pasó a ser Distrito del municipio de Salgueiro. En 1933 fue elevada la categoría de villa. El 31 de marzo de 1938 la villa pasó a llamarse Riacho Verde, derivado del riacho que lo baña.
El nuevo municipio, ahora con el nombre Verdejante, fue creado por la ley n.º 3.336 del 31 de diciembre de 1958. Sin embargo su instalación tuvo lugar el 25 de marzo de 1962.